# 凡偉稱電荷不存在事件
凡伟（1993年6月—），中华人民共和国云南省宣威市东山镇人，农民家庭出身，从事广告方面工作，是一名爱好物理学的民间科学家，因在2017年宣称电荷不存在而闻名。

## 经历
据凡伟自述，他自幼爱好科学，初中时便把清华大学和剑桥大学等名校作为自己的奋斗目标。但进入高中后，他觉得高中的课程是应试教育，不利于其学术研究，便退学自学。成年后他开始把自己的研究成果写成学术论文并向各科学期刊投稿，但均以退稿告终。

## 事件
2017年5月6日，凡伟在其头条号“青年传媒”上发布了一篇名为《重磅，中国科学家发现电荷并不存在，将改写教科书》的文章，在文章中，他提到自己发布在中国科学院科技论文预发布平台（ChinaXiv）上的一篇名为《论电荷、电流、电场和磁场内在机制》（Study on Internal Mechanisms of Charge, Current, Electric Field and Magnetic Field）的学术论文，论证了电荷不存在这个观点，并表示此新发现受到了包括诺贝尔物理学奖获得者布賴恩·約瑟夫森在内的多位科学家和大学教授的评审肯定，将推翻人类多年来对物理学中电荷的传统认知，且有可能获得诺贝尔奖。此篇文章被大量的自媒体转载，在微信朋友圈、新浪微博等地方广泛传播。
随后网络上开始出现反对凡伟观点的声音，例如知乎上有不少网友指出凡伟论文文中的错误，如英文论文中意大利物理学家路易吉·伽伐尼的英文名被误写作汉语拼音「Jia Fani」，自己的英文名大小写不规范等。随后云南大学物理与天文学院发表声明，对凡伟是云南大学的学生这一说法表示否定。即凡伟在向中国科学院科技论文预发布平台投稿时伪造身份，借用了他人的云南大学教育机构邮箱，这也导致了凡伟的已发布的文章被撤销。而其在今日头条上所运营的头条号青年传媒也被封禁。凡伟本人也被中國科學院列入非诚信作者黑名单。

## 影响
《重磅，中国科学家发现电荷并不存在，将改写教科书》一文发布后很快被大量转发，在辟谣出现前，也有不少人相信了凡伟所提出的说法，其中甚至有一些科研人员和科技媒体工作者。不久后，各相关学术机构和科研人员进行辟谣，否定了凡伟的学术观点以及通过同行评审之类的说法。凡伟也承认自己有炒作之意，但表示仍然会继续为实现自己在物理学上的梦想而奋斗。

## 评价
在这次事件中，很多科研人员对凡伟持负面评价。被凡伟鸣谢过的中国科学院院士雷啸霖表示不认同凡伟的观点，只能对其精神表示鼓励。凡伟所称的文章的第二作者沈老师则表示凡伟基础不过关，从而发展成病态科学和伪科学，同时也反感这种炒作的方式。媒体人“孟然”在新京报表示这种好高骛远的做法不可取，称凡伟功利色彩太重、一心只想出名。